# Liste de sculpteurs lituaniens
Cette page propose une liste de sculpteurs lituaniens.
- Haut – A
- B
- C
- D
- E
- F
- G
- H
- I
- J
- K
- L
- M
- N
- O
- P
- Q
- R
- S
- T
- U
- V
- W
- X
- Y
- Z

## A
- Petras Aleksandravičius (lt)
- Antanas Aleksandravičius (lt)
- Arvydas Ališanka (lt)
- Alfonsas Vincentas Ambraziūnas (lt)
- Pranciškus Andriolis (lt)
- Robertas Antinis (lt) (1898)
- Robertas Antinis (lt) (1946)
- Arbit Blatas

## B
- Virginija Babušytė-Venckūnienė (lt)
- Pranas Baleniūnas (lt)
- Vytautas Balsys (lt) (1958)
- Petras Balsys (lt)
- Albertas Donatas Belevičius (lt)
- Leokadija Belvertaitė-Žygelienė (lt)
- Konstantinas Bogdanas (lt)
- Algirdas Bosas (lt)
- Darius Bražiūnas (lt)
- Victor David Brenner
- Valdas Bubelevičius (lt)
- Bernardas Bučas (lt)
- Juozas Burneika (lt)
- Povilas Butkevičius (lt) (1954)

## C
- Ignotas Julijonas Ceizikas (lt)
- Karolis Gediminas Cieminis (lt)
- Vidas Cikana (lt)

## Č
- Vitalijus Čepkauskas (lt)

## D
- Jokūbas Dagys (lt)
- Rimantas Daugintis (lt)
- Elžbieta Daugvilienė (lt)
- Feliksas Daukantas (lt)
- Petras Deltuva (lt)
- Antanas Dimžlys (lt)
- Henrikas Dmachauskas (lt)

## E
- Rimantas Eidiejus

## G
- Nijolė Gaigalaitė (lt)
- Steponas Gailevičius (lt)
- Elena Gaputytė (lt)
- Lionginas Garla (lt)
- Petras Henrikas Garška (lt)
- Martynas Gaubas (lt)
- Juozas Genevičius (lt)
- Petras Gintalas (lt) (1945)
- Vincas Grybas (lt)
- Arvydas Gurevičius (lt)
- Vidmantas Gylikis (lt)

## I
- Romualdas Inčirauskas (lt)
- Algirdas Indrašius (lt)

## J
- Rapolas Jakimavičius (lt)
- Vincentas Jakševičius (lt)
- Benjaminas Jakševičius (lt)
- Juozapas Jakštas (lt)
- Donatas Jankauskas (lt) (1968)
- Alfonsas Janulis (lt)
- Ksenija Jaroševaitė (lt)
- Giedrė Konstancija Jasudytė (lt)
- Kazimieras Jelskis (lt)
- Karolis Jelskis (lt)
- Gediminas Jokūbonis (lt)
- Vincas Jomantas (lt)
- Jonas Jagėla (lt)
- Žymantė Jonuškaitė (lt)
- Marius Jonutis (lt)
- Antanas Jucaitis (lt)
- Jonas Juodišius (lt) (1938)
- Vytautas Juzikėnas (lt)

## K
- Juozas Kalinauskas (lt)
- Vladimiras Kančiauskas (lt)
- Gediminas Karalius (lt)
- Gintaras Karosas
- Birutė Kasperavičienė (lt) (1941)
- Kazys Kasperavičius (lt)
- Vytautas Kašuba (lt)
- Aleksandra Kašubienė (lt)
- Juozas Kėdainis (lt)
- Elena Kepalaitė (lt)
- Kazimieras Kisielis (lt)
- Vytautas Klemka (lt)
- Antanas Kmieliauskas (lt)
- Kęstutis Krasauskas (lt)
- Vaclovas Krutinis (lt)
- Eglė Kuckaitė (lt)
- Viktoras Kunickas (lt)
- Stanislovas Kuzma (lt)
- Romualdas Kvintas (lt)

## L
- Algis Lankelis (lt)
- Dalia Laučkaitė-Jakimavičienė (lt)
- Juozas Lebednykas (lt)
- Algimantas Lėckas (lt)
- Audrius Liaudanskas (lt)
- Juozas Liaudanskis (lt)
- Petras Lukas (lt)
- Bronė Lukaševičiūtė (lt)
- Gintautas Lukošaitis (lt)
- Mindaugas Lukošaitis (d)
- Vitalijus Lukošaitis (lt)

## M
- Vytautas Mačiuika (lt)
- Marija Mačiulienė (lt)
- Aleksandras Marčiulionis (lt)
- Daliutė Ona Matulaitė (lt)
- Petras Mazūras (lt)
- Matas Menčinskas (lt)
- Jonas Meškelevičius (lt)
- Regimantas Midvikis (lt)
- Juozas Mikėnas (lt)
- Vaclovas Miknevičius (lt)
- Vytautas Mockaitis (lt)
- Antanas Mončys
- Ramojus Mozoliauskas (lt)
- Jadvyga Mozūraitė-Klemkienė (lt)
- Jonas Mrozinskis (lt)
- Kęstutis Musteikis (lt)

## N
- Motiejus Narbutas (lt)
- Vytautas Narutis (lt)
- Mindaugas Navakas (lt)

## O
- Kazimieras Orvidas (lt)
- Vilius Orvidas (lt)

## P
- Viktoras Palys (lt)
- Juozapas Kęstutis Patamsis (lt)
- Napoleonas Petrulis (lt)
- Bronius Pundzius (lt)
- Anicetas Puškorius (lt)
- Raimundas Puškorius (lt)

## R
- Petras Rakštikas (lt)
- Vaidotas Ramoška (lt)
- Antanas Raudonis (lt)
- Petras Rimša (lt)
- Liudas Ruginis (lt)

## S
- Rimantas Sakalauskas (lt)
- Algimantas Sakalauskas (lt)
- Arūnas Sakalauskas (lt) (1952)
- Boris Schatz
- Kajetonas Sklėrius (lt)
- Leonas Strioga (lt)

## Š
- Steponas Šarapovas (lt)
- Lionginas Šepka (lt)
- Vytautas Šerys (lt)
- Juozas Šikšnelis (lt)
- Šarūnas Šimulynas (lt)
- Juozas Šlivinskas (lt)
- Mindaugas Šnipas (lt)
- Rimantas Šulskis (lt)
- Jonas Švažas (lt)
- Kazys Švažas (lt)

## T
- Aloyzas Toleikis (lt)

## U
- Elena Urbaitytė (lt)
- Vladas Urbanavičius (lt)

## V
- Stasys Vaitkus (lt)
- Petras Vaivada (lt)
- Teodoras Kazimieras Valaitis (lt)
- Petras Vaškys (lt) (1921)
- Vladas Vildžiūnas (lt)
- Lionginas Virbickas (lt)
- Bronius Vyšniauskas (lt)

## Z
- Jūratis Zalensas (lt)
- Juozas Zikaras (lt)
- Teisutis Zikaras (lt)

## Ž
- Stasys Žirgulis (lt)
- Antanas Žukauskas (1939)
- Leonas Žuklys (lt)